# 倪属利稽
倪属利稽，唐朝时8世纪前期黑水靺鞨首领。
唐玄宗开元十年（722年），他亲自前往唐都长安（今陕西省西安市）朝贡，唐玄宗任命他为勃利州刺史。开元十三年（725年），唐朝设置黑水军，次年，改为黑水都督府，以其黑水靺鞨部落长为都督，唐朝设长史监理。开元十六年（728年），倪属利稽被玄宗赐名李献诚，授云麾将军兼黑水经略使，以幽州都督为黑水府押使。从此黑水靺鞨对唐朝朝贡不绝。